# Mount Pukaki
Mount Pukaki ist ein Berg in der antarktischen Ross Dependency. In der Frigate Range der Queen Elizabeth Range ragt er zwischen Mount Hawea und Mount Rotoiti auf.
Die Nordgruppe einer von 1961 bis 1962 durchgeführten Kampagne im Rahmen der New Zealand Geological Survey Antarctic Expedition benannte ihn nach der HMNZS Pukaki, einer Fregatte der Royal New Zealand Navy, die im antarktischen Patrouillendienst eingesetzt wurde.